# Odontoptera spectabilis
Odontoptera spectabilis är en insektsart som beskrevs av Carreno 1841. Odontoptera spectabilis ingår i släktet Odontoptera och familjen lyktstritar. Inga underarter finns listade i Catalogue of Life.